# Distrito de San Pablo de Pillao
El distrito de San Pablo de Pillao es uno de los trece que conforman la provincia de Huánuco, ubicada en el departamento de Huánuco en el centro del Perú.

## Historia
El distrito fue creado mediante la ley Nº 30379 el 8 de diciembre de 2015, en el gobierno de Ollanta Humala.
Durante los primeros años, la municipalidad distrital de Chinchao era la encargada de la administración de recursos y servicios públicos del distrito de San Pablo de Pillao, en tanto se elijan e instalen nuevas autoridades.
El 10 de diciembre de 2017 se realizaron las primeras elecciones municipales distritales, siendo elegido Noel Jhony Alminco Estela, concluyendo su periodo el 31 de diciembre de 2018.
En el periodo 2019-2022 fue alcalde Julian Álvarez Lino. Para el periodo 2023-2026 fue elegida como alcaldesa Delia Verde Ponce.

## Autoridades

### Municipales
- 2023 - 2026
  - Alcaldesa: Delia Verde Ponce, de la organización política Avanzada Regional Independiente Unidos por Huánuco.
  - Primera regidora: Hermogenas Bernardo Dominguez (Avanzada Regional Independiente Unidos por Huánuco)
  - Segundo regidor: Edguard Villanueva Malpartida (Avanzada Regional Independiente Unidos por Huánuco)
  - Tercera regidora: Tania Marleny Javier Alminco (Avanzada Regional Independiente Unidos por Huánuco)
  - Cuarto regidor: Ethel Rivera Espinoza (Avanzada Regional Independiente Unidos por Huánuco)
  - Quinta regidora: Rosario Del Pilar Lazaro Espinoza (Movimiento Independiente Regional Huánuco Primero)

## Galería
- Wikimedia Commons alberga una categoría multimedia sobre Distrito de San Pablo de Pillao.